# Миц, Галина
Галина Миц (1 марта 1988) — российская футболистка, защитница.

## Биография
Выступала за клуб «Дон», позднее — «Дончанка» (Азов) с момента его основания. Провела несколько сезонов во второй и первой лигах России в большом футболе, также становилась победительницей первой лиги России по мини-футболу. В 2011 году стала серебряным призёром первого дивизиона России в большом футболе.
В высшем дивизионе дебютировала 23 августа 2012 года в матче против клуба «Рязань-ВДВ». Всего за два сезона в высшей лиге (2012—2013) сыграла 26 матчей. В этот период была капитаном команды. После вылета «Дончанки» из высшей лиги завершила спортивную карьеру.
В начале 2010-х годов одновременно с игрой за взрослую команду, работала тренером команды девочек в одной из ДОСШ г. Азова.
Дальнейшая судьба неизвестна.